# Signo de Aaron

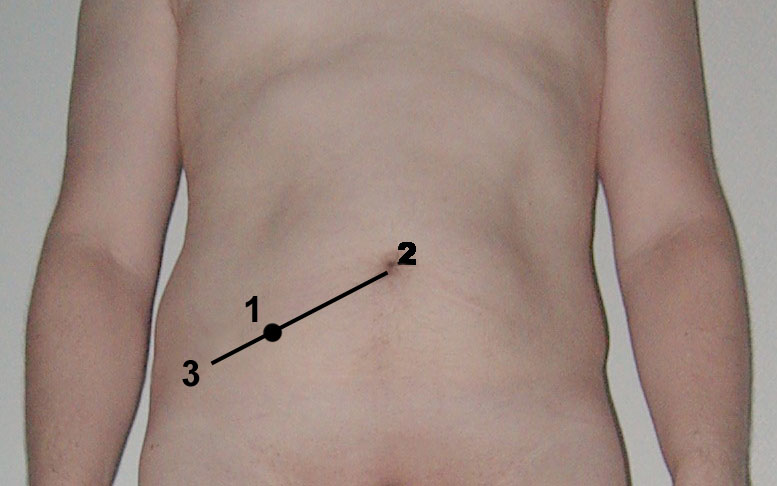
El punto de McBurney indicado con el número (1).

El signo de Aaron es una manifestación física, objetiva que aparece al realizar la exploración física en medicina, caracterizada por una sensación de dolor en la región del epigastrio o en la región precordial, al presionar continuamente sobre el punto de McBurney. Es uno de los signos que aparece en la apendicitis. El epónimo proviene del gastroenterólogo estadounidense Charles Dettie Aaron (1866-1951).